# Lanceoppia vanderhammeni
Lanceoppia vanderhammeni är en kvalsterart som beskrevs av Hammer 1968. Lanceoppia vanderhammeni ingår i släktet Lanceoppia och familjen Oppiidae. Inga underarter finns listade i Catalogue of Life.